# Immunes
L'esercito dell'antica Roma era altamente specializzato per quel tempo, diviso in molteplici unità al fine di massimizzarne l'efficienza e la forza. Una di queste unità era la cosiddetta classe immune. Per definizione, gli immunes erano legionari (legione), ausiliarii (truppe ausiliarie) o classiarii (flotta) che possedevano capacità specializzate, che permettevano loro di svolgere compiti atipici per gli altri soldati. Tali capacità li esentavano dai compiti più noiosi e pericolosi, quali lo scavo di un fossato o il pattugliamento dei bastioni.

## Diventare un immune
Prima di diventare un immune, gli uomini dovevano servire come miles gregarius (noti anche come munifex), regolari soldati non specializzati. Si trattava degli uomini che formavano la massa delle legioni, in grado di effettuare guardie, lavori manuali ed altri compiti. I milites dovevano restare in servizio per molti anni prima di avere la possibilità di diventare immunes.
Lo status di immune nell'esercito veniva ottenuto o tramite selezione o tramite promozione. Se non si possedevano le qualità che permettevano ad un soldato di venire scelto come immune, il legionario avrebbe dovuto sottoporsi ad un periodo di addestramento speciale durante il quale veniva chiamato discens. I discentes ricevevano la stessa paga base dei soldati non specializzati fino al raggiungimento dello status di immune.

## Compiti tipici
Ingegneri, artiglieri, istruttori di armi, polizia militare (frumentarii), falegnami, cacciatori, custodi delle armi (custos armorum) e alcuni tra i responsabili amministrativi (come il curator, il librarius; non invece il curnicularius o il beneficiarius che erano tra i principales), erano alcuni dei compiti che gli immunes svolgevano per l'esercito romano. Gli immunes ricevevano identica paga rispetto alle truppe regolari ma erano esentati dai lavori pesanti.